# 鲁尼亚
鲁尼亚（法語：Rougnat，法語發音：[ʁuɲa]）是法国克勒兹省的一个市镇，位于该省东部，属于欧比松区。

## 地理
鲁尼亚（46°3'14"N, 2°30'5"E）面积41.01 平方千米，位于法国新阿基坦大区克勒兹省，该省份为法国中部省份，位于法國中央高原西北部，北起安德尔省和谢尔省，西接维埃纳省，南至科雷兹省，东临多姆山省，东北与阿列省接壤。
与鲁尼亚接壤的市镇（或旧市镇、城区）包括：阿尔弗耶-沙坦、欧藏斯、新比西耶尔、沙龙、勒孔帕、丰塔尼耶尔、勒泰尔。

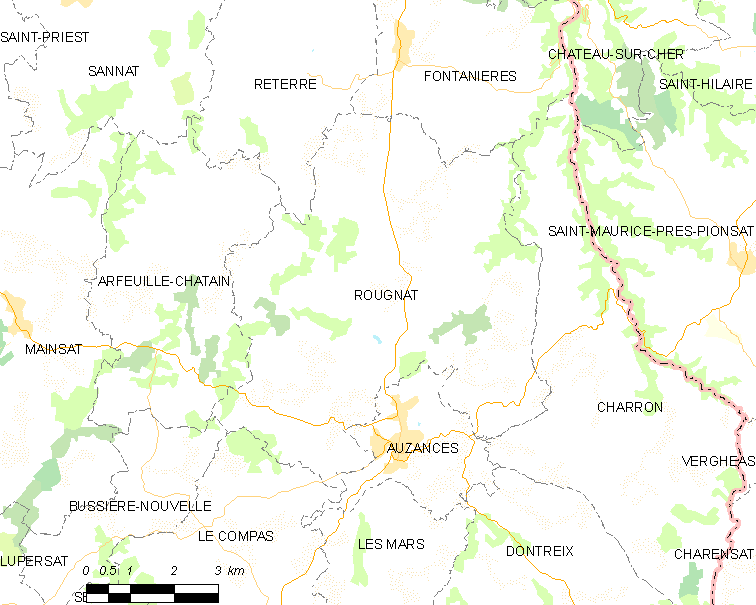
鲁尼亚的OSM定位图

鲁尼亚的时区为UTC+01:00、UTC+02:00（夏令时）。

## 行政
鲁尼亚的邮政编码为23700，INSEE市镇编码为23164。

## 政治
鲁尼亚所属的省级选区为欧藏斯县。

## 人口

1962-2008年间鲁尼亚人口变化图示

鲁尼亚于2022年1月1日时的人口数量为474人。